# Diplazon areolatus
Diplazon areolatus là một loài tò vò trong họ Ichneumonidae.